# Skagafjarðarsýsla

Skagafjarðarsýsla

Die Skagafjarðarsýsla ist ein Bezirk im Nordwesten von Island.
Er besteht aus der Gemeinde Skagafjörður, nachdem sich zum 14. Mai 2022 auch noch die Gemeinde Akrahreppur den anderen angeschlossen hat.
Zum 6. Juni 1998 hatten sich elf Gemeinden zusammengeschlossen. Die größten Ortschaften sind Sauðárkrókur, Hofsós und Varmahlíð. Die Skagafjarðarsýsla hat eine Fläche von 5544 km² und liegt im Wahlkreis Norðausturkjördæmi.